# Високий Камінь (пам'ятка природи)
Висо́кий Ка́мінь — комплексна пам'ятка природи загальнодержавного значення в Україні. Розташована на північ від села Підполоззя Воловецького району Закарпатської області, неподалік від місця впадіння річки Жденівки до Латориці. 
Площа 22 га. Статус присвоєно згідно з рішенням облвиконкому від 25.07.1972 року № 243, розп. РМ УРСР від 14.10.1975 року № 780–р, ріш. ОВК від 23.10.1984 року № 253. Перебуває у віданні ДП «Воловецьке ЛГ» (Підполозянське лісництво, кв. 14, вид. 2, 3; Нижньоворітське лісництво, кв. 13, вид. 6, 7, 10, 11). 
Статус присвоєно для збереження ділянки лісу з насадженнями дуба скельного на висоті 840 м, на схилах гори Високий Камінь. Серед лісу височать кілька стрімких скель, з яких відкривається чудовий краєвид на долину Латориці й навколишні гори. 
Пам'ятка природи має наукове, природоохоронне та пізнавально-естетичне значення.

## Галерея

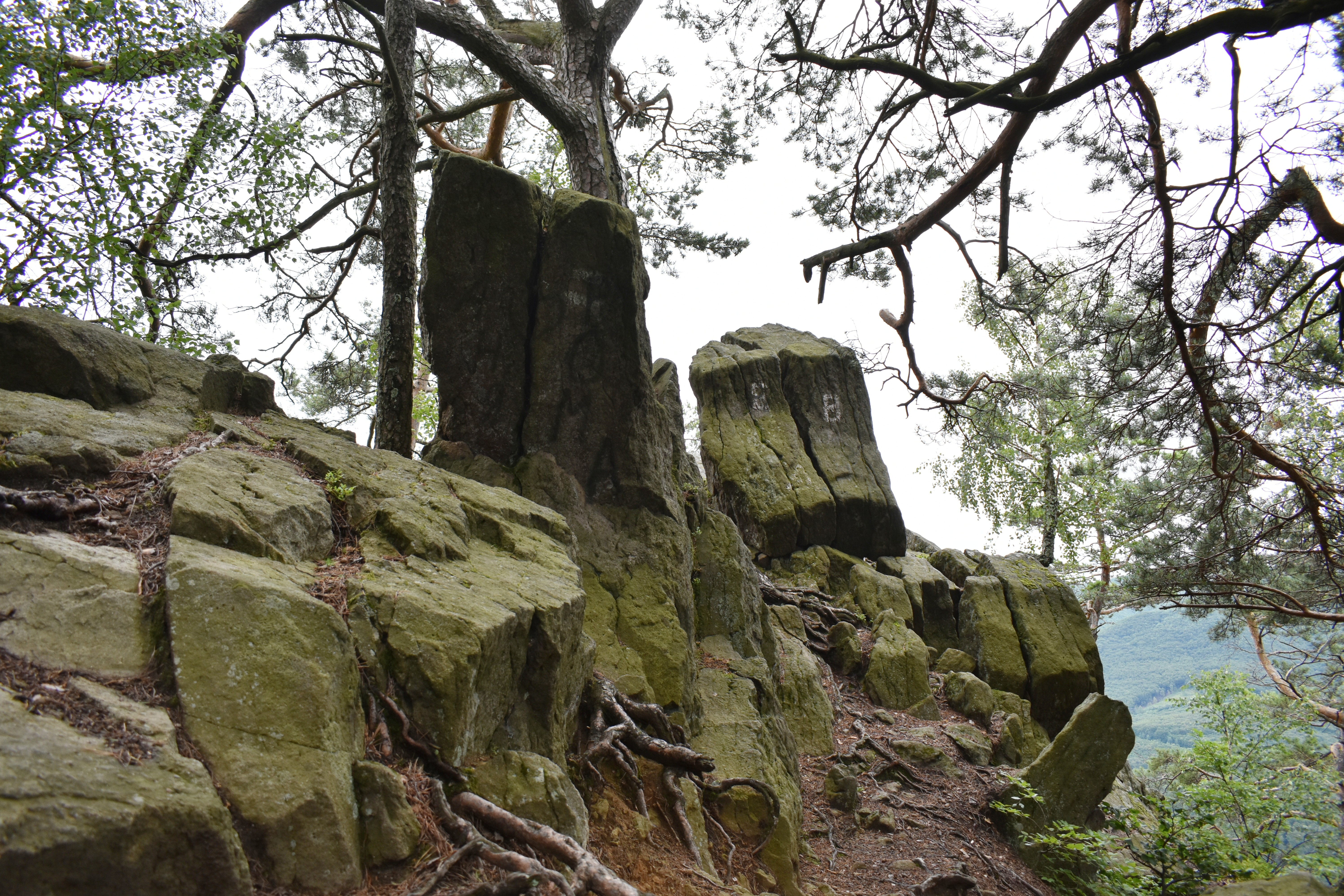
Високий Камінь
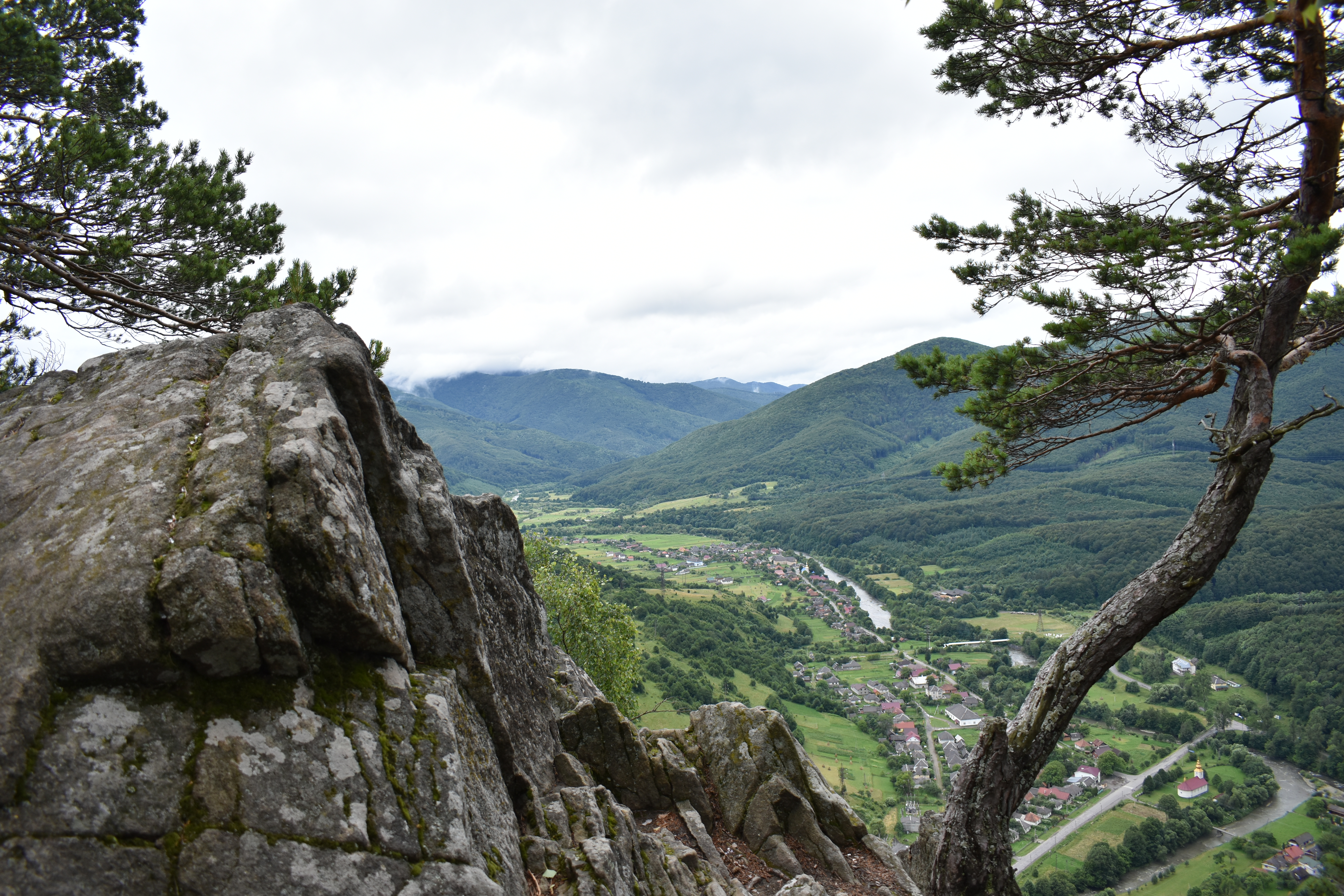
Краєвид з Високого Камня
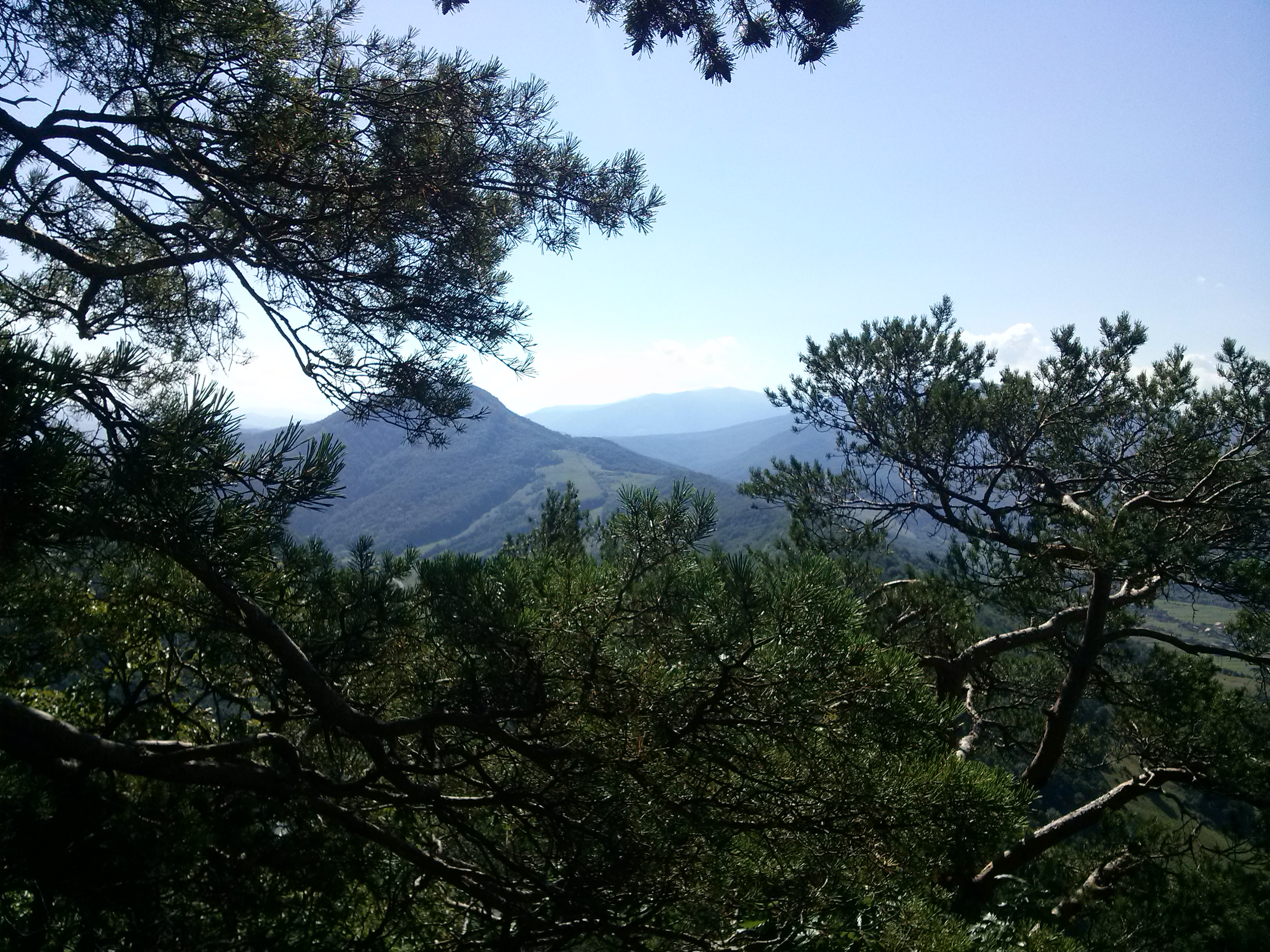
Краєвид з Високого Камня
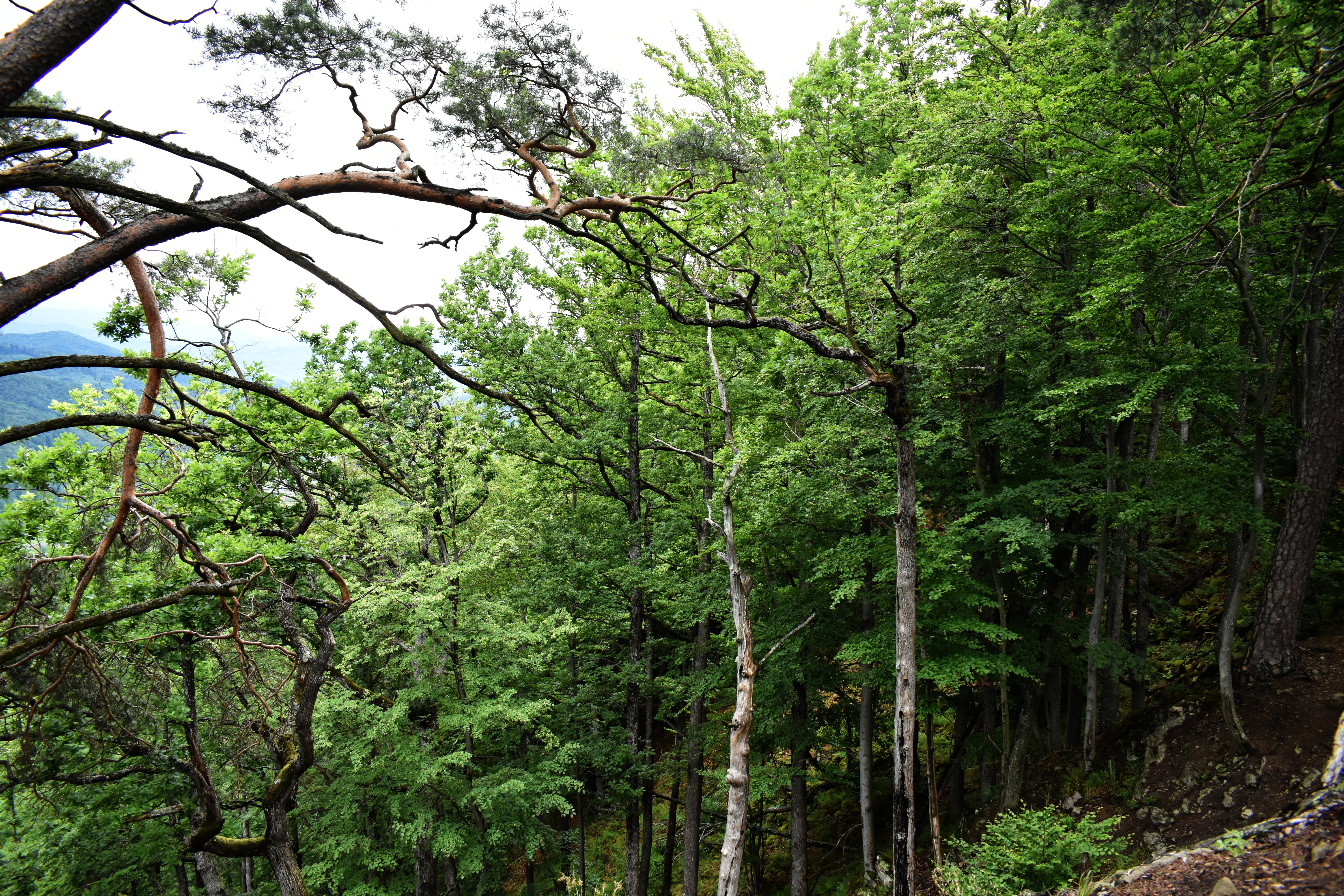
Краєвид з Високого Камня
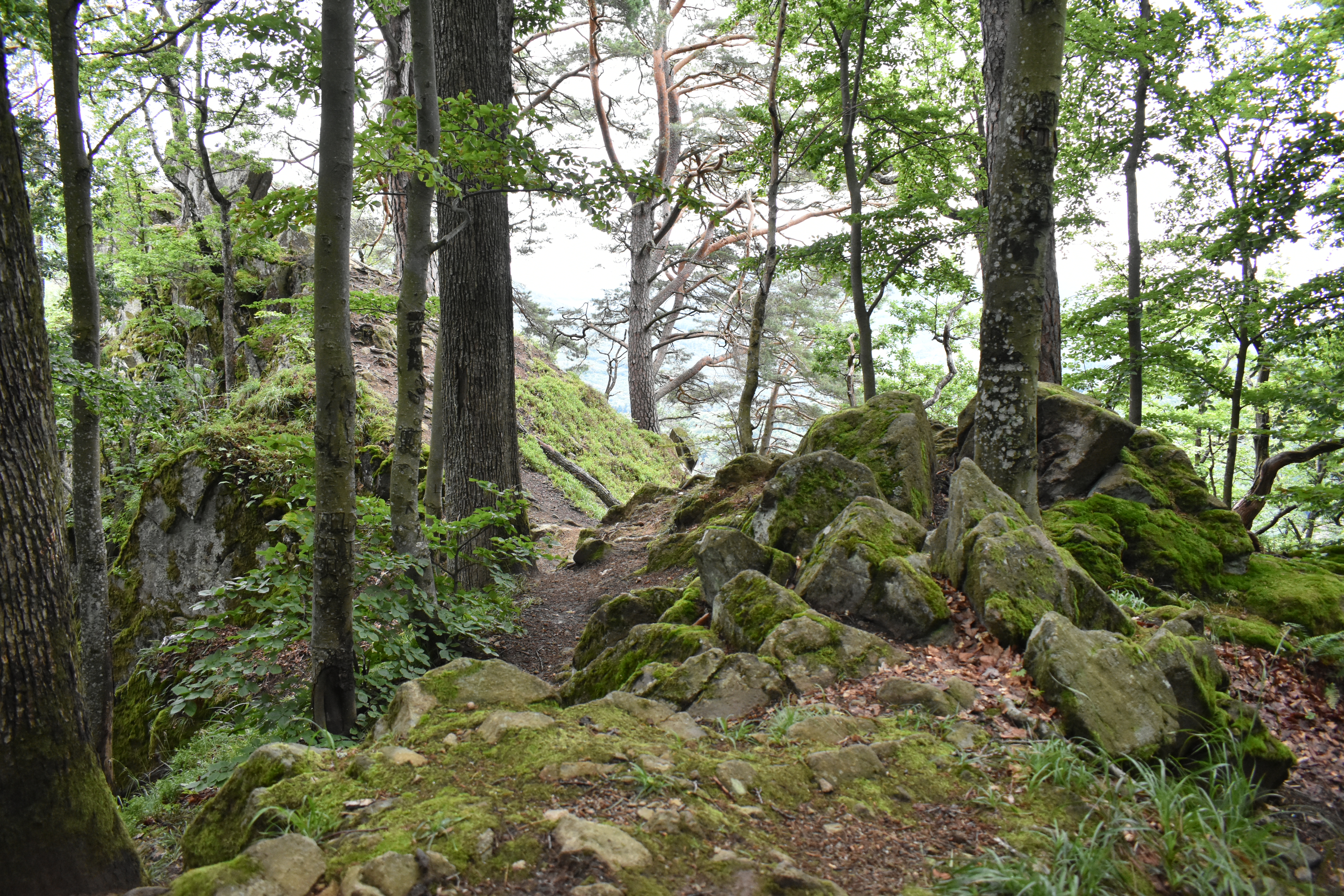
Високий Камінь серед дерев лісу